# 博阿茲勒揚
博阿茲勒揚是土耳其的城鎮，由約茲加特省負責管轄，位於該國中部，距離首府約茲加特125公里，面積2,129平方公里，海拔高度1,091米，2011年人口16,721。

## 外部連結
- District governor's official website （页面存档备份，存于） （土耳其文）
- District municipality's official website（页面存档备份，存于） （土耳其文）
- General information on Boğazlıyan （土耳其文）
- Image gallery of Boğazlıyan （土耳其文）
- Bogazliyan Anatolia Highschool Website（页面存档备份，存于） （土耳其文）

39°11′39″N 35°14′50″E / 39.19417°N 35.24722°E